# Società Alpinistica Valmaggese
Die Società Alpinistica Valmaggese (SAV) ist ein Tessiner Alpenverein im Valle Maggia. Sie ist Teil des Tessiner Dachverbandes Federazione Alpinistica Ticinese (FAT).

## Geschichte
Die SAV wurde 1968 gegründet. Bereits die konstituierende Versammlung befasste sich mit der Wunsch verlassene Alpgebäude in Berghütten umzuwandeln, um die von den Vorfahren angelegten Alpen zu erhalten und die Vergandung zu stoppen. 1983 wurde der Bau einer ersten Hütte in Pian di Crest bewilligt, die 1984 eingeweiht wurde.
Mit dem Umbau des Stalls der Alpe Campo Tencia zur Capanna Sovèltra erweiterte der SAV sein Wirkungsgebiet Richtung Pizzo Campo Tencia. Mit der Einweihung der Hütte 1999 wurde das Hüttenangebot für alle Altersgruppen erweitert. Seit dem Jahr 2000 wird dort jeweils ein Sommerlager mit Kindern durchgeführt.
Der SAV kaufte 2005 die Alpe Fiorasca zwischen dem Lavizzaratal und dem Bavonatal und baute von 2004 bis 2006 vier Rustici aus, zwei davon zum Rifugio Fiorasca.
Die Capanna Soveltra wurde im Oktober 2017 durch einen Brand zerstört. Sie ist für unbestimmte Zeit geschlossen und wird wieder aufgebaut.

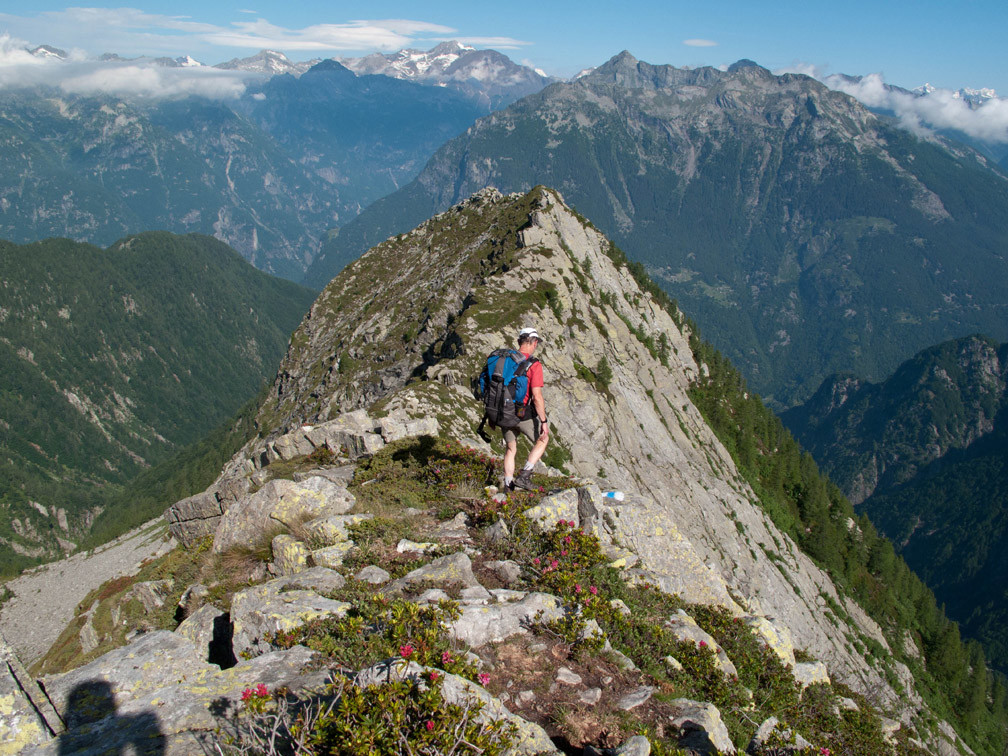
Via Alta Vallemaggia 3. Etappe

## Via Alta della Vallemaggia
2009 wurde der Höhenweg Via Alta Vallemaggia durch den Verein Via Alta Vallemaggia eröffnet. Diese alpine Route führt hoch über den Tessiner Alpen in sechs Tagesetappen von Cardada via Rifugio Nimi – Capanna Alpe Masneè – Capanna Alpe Spluga – Rifugio Tomeo – Capanna Sovèltra bis zum Gipfel des Campo Tencia (3071 m ü. M.) und nach Fusio. Diese Route ist nur für erfahrene und gut trainierte Berggänger (Schwierigkeitsgrad T3–T4).

## SAV-Hüttenliste
Verzweigt auf die GeoHack-Seite. Anhand der hinterlegten Koordinaten können diverse externe Kartendienste aufgerufen werden.

   Externer Link auf die Seite der Hütte beim SAC.

   Externer Link auf die Seite der Hütte beim FAT.
| Bild                  | Lage Hüttenlinks | Name                  | Eigentümer / Talort | Höhe m ü. M. |
| --------------------- | ---------------- | --------------------- | ------------------- | ------------ |
| Rifugio Fiorasca      | \|               | Rifugio Fiorasca      | SAV, Fontana        | 2086         |
| Rifugio Pian di Crest | \|               | Rifugio Pian di Crest | SAV, San Carlo      | 2108         |
| Capanna Sovèltra      | \|               | Capanna Sovèltra      | SAV, Prato-Sornico  | 1534         |

- Karte mit allen Koordinaten:
- OSM |
- WikiMap